# Branislav Mitrović
Branislav Mitrović (szerb cirill átírással: Бранислав Митровић) (Újvidék, 1985. január 30. –) olimpiai bajnok (2016, 2020), világbajnok (2015) és négyszeres Európa-bajnok (2012, 2014, 2016, 2018) szerb vízilabdázó, kapus.

## Pályafutása
2003-ban mutatkozott be a VK Vojvodina csapatában, ahol négy szezont töltött el, majd 2007-ben igazolt a Partizan Beograd-hoz. Csapatával három egymást követő évben is hazája bajnokságában a legjobbnak bizonyult, 2008-ban, 2009-ben és 2010-ben is szerb bajnoki címet szerzett. 2010 óta Magyarországon játszik. Első idegenlégiós idényét a Fradiban töltötte, majd három évre a Debrecenhez szerződött. 
Itteni évei alatt hazája válogatottjának is meghatározó játékosa lett. 2012-ben megnyerték a hollandiai Eindhovenben megrendezésre került Európa-bajnokságot, címüket két egymást követő tornán 2014-ben Budapesten és 2016-ban hazai pályán is megvédték.
A barcelonai világbajnokság kudarccal végződött számára, Szerbia csapata a hetedik helyen végzett. A következő évben klubszinten jelentős változás következett be pályafutásában, az Egerhez igazolt. Új csapatával bronzérmes lett a bajnokságban, majd válogatott-szinten is a legjobbnak bizonyult, csapatával megnyerték a 2015-ös, hazai pályán rendezett világbajnokságot. Őt pedig a torna legjobb kapusának választották. A rákövetkező évben az Eger csapatával ezüstérmet szerzett a bajnokságban, majd a nemzeti csapat tagjaként pályafutása csúcsára ért, és Rioban olimpiai bajnok lett.
2020 májusában a Vasas SC játékosa lett.
2024 májusában bejelentette a visszavonulását, majd a Vasasnál lett utánpótlás edző.

## Eredményei
- Olimpiai bajnok 2x (2016, 2020)
- Világbajnok (2015)
- Háromszoros Európa-bajnok (2012, 2014, 2016)
- Háromszoros szerb bajnok (2008, 2009, 2010)
- Magyar bajnoki ezüstérmes (2016)
- Magyar bajnoki bronzérmes (2015, 2018, 2022)
- LEN-Európa-kupa-győztes[7]

## Családja
2014 júniusában kötött házasságot Jelena Drezgić-csel.